# Брињано
Брињано (итал. Brignano) је насеље у Италији у округу Алесандрија, региону Пијемонт.
Према процени из 2011. у насељу је живело 220 становника. Насеље се налази на надморској висини од 283 м.

## Становништво
| 1931. | 1936. | 1951. | 1961. | 1971. | 1981. | 1991. | 2001. | 2011. |
| ----- | ----- | ----- | ----- | ----- | ----- | ----- | ----- | ----- |
| 1.094 | 1.089 | 1.047 | 887   | 773   | 674   | 563   | 500   | 451   |